# Dècada del 520

## Esdeveniments
- Unificació del Japó
- Tancament de la darrera escola del neoplatonisme
- Corpus Juris Civilis, recull de lleis de Justinià I
- Revoltes internes entre els àvars

## Personatges destacats
- Belisari
- Benet de Núrsia
- Hilderic (rei dels vàndals)
- Keitai